# Lars Hermansson (historiker)
Lars Hermansson, född 1967, är en svensk historiker, författare och professor vid institutionen för historiska studier vid Göteborgs universitet.
Hermansson disputerade 2000 på en avhandling om politik och makt 1100-talets Danmark, och hans huvudsakliga forskningsområde är samspelet mellan sociala, andliga och politiska relationer i de nordeuropeiska samhällena under perioden cirka 900–1300. Hans forskning har bland annat resulterat i boken Bärande band. Vänskap, kärlek och brödraskap i det medeltida Nordeuropa.